# Тухолска река
Тухолската река (на гръцки: Πριόνια, Приония или Πριόνι, Приони) е река в Костурско, Егейска Македония, Гърция.

## Описание
Реката извира в планината Грамос, северозападно под връх Свети Илия (1478 m), северно над бившето село Мирославци (Мировлитис), географската граница между Македония и Епир. Тече в североизточна посока, излиза в долина, в която е разположено село Тухол (Певкос), чието име носи, след което се влива в Бистрица (Алиакмонас) като десен приток.